# Sollefteå HK
Der Sollefteå HK ist ein 1977 gegründeter schwedischer Eishockeyklub aus Sollefteå. Die Mannschaft spielt in der Division 2.

## Geschichte
Der Verein entstand 1977 durch die Fusion der Eishockeyabteilungen von Sollefteå IK und Långsele AIF. Die Mannschaft spielte während der ersten acht Jahre ihres Bestehens unter dem Namen IK Polar, ehe der jetzige Name Sollefteå HK angenommen wurde. Der Verein konnte erstmals überregional auf sich aufmerksam machen, als er von 1984 bis 1991 in der damals noch zweitklassigen Division 1 spielte. Seit der Jahrtausendwende trat die Mannschaft regelmäßig in der mittlerweile drittklassigen Division 1 an. 2018 musste das Team den Abstieg aus der inzwischen Hockeyettan genannten Liga in die viertklassige Division 3 hinnehmen.